# Drets del col·lectiu LGBT a Botswana

Aquest és un article sobre els drets LGBT a Botswana. Les persones lesbianes, gais, bisexuals i transsexuals a Botswana han d'afrontar reptes legals que no experimenten els residents no LGBT.
Les relacions sexuals amb persones del mateix sexe tant femenines com masculines són il·legals a Botswana.
En els últims anys, la comunitat LGBT s'ha tornat més visible i acceptada entre la població de Botswana. Els tribunals del país també van emetre dos fets sentències per als drets humans LGBT: una que ordenava al govern que registrés la principal organització LGBT de Botswana i una altra que reconegués el dret constitucional a canviar de sexe a un transsexual.

## Legalitat dels actes sexuals entre persones del mateix sexe
Anteriorment, el Codi Penal de Botswana establia:
| « | Secció 164. Delictes contra natura. Qualsevol persona que- (a) tingui coneixement carnal de qualsevol persona contra l'ordre de la natura; [o]</ blockquote> (c) permeti que qualsevol altra persona tingui coneixement carnal d'ell contra l'ordre de la naturalesa, és culpable d'un delicte i és responsable d'empresonament per un termini que no excedeixi de set anys. Secció 165. Intents de cometre infraccions antinaturals. Qualsevol persona que intenti cometre algun dels delictes especificats a la secció 164 és culpable d'un delicte i és sancionat per un terme no superior a cinc anys. Secció 167. Pràctiques indecents entre persones. Qualsevol persona que, en públic o privat, cometi qualsevol acte d'indecència greu amb una altra persona o procuri que una altra persona cometi un acte d'indecència greu amb ell o ella, o intenti cometre qualsevol acte com aquest per part de qualsevol persona amb si mateixa o amb una altra persona, ja sigui en públic o privat, és culpable d'un delicte. Secció 33. Càstig general per delictes. Quan en aquest Codi no es prevegi cap càstig per cap delicte, serà sancionat amb empresonament per un termini no superior a dos anys o amb multa o ambdues. | » |

Anteriorment, la llei només s'aplicava als homes. Tanmateix, un tribunal de Botswana va considerar que això era discriminatori i que la llei també s'hauria d'aplicar a les dones.
Tot i que els actes sexuals entre persones del mateix sexe van romandre il·legals fins al juny de 2019, el seu processament va ser rar segons una publicació del 2004.
El 30 de març de 2016, el Consell Municipal de Gaborone va aprovar per unanimitat una moció per a la revocació de la criminalització dels actes sexuals del mateix sexe a Botswana.
Letsweletse Motshidiemang, un estudiant de la Universitat de Botswana, va ser el demandant principal en un cas per legalitzar l'homosexualitat a Botswana. El novembre de 2017, LeGaBiBo va sol·licitar amb èxit unir-se al cas com a defensor del tribunal. La demanda pretenia declarar inconstitucionals els articles 164(a) i 167 del Codi Penal perquè "interfereixen amb el seu dret fonamental [de l'estudiant] a la llibertat, la llibertat de privacitat, així com el seu dret a utilitzar el seu cos com consideri oportú". Tanmateix, el fiscal general adjunt va argumentar que aquests articles eren constitucionals perquè prohibien certs actes sexuals que poden ser duts a terme per persones de totes les orientacions sexuals, ja siguin heterosexuals o homosexuals, i per tant que aquestes lleis no discriminen en funció de l'orientació sexual. Inicialment, l'Alt Tribunal havia de conèixer el cas el març de 2018. Al febrer, però, el fiscal general adjunt va demanar més temps per respondre a les demandes dels demandants. Per tant, l'Alt Tribunal va ajornar la vista fins al 31 de maig de 2018. deEl cas es va tornar a ajornar. El 6 de desembre de 2018, el Tribunal va reprogramar la vista per al 14 de març de 2019. Els activistes LGBTQ van presentar els seus arguments a la vista i se'ls va donar la data de l'11 de juny per a la sentència.
L'11 de juny, l'Alt Tribunal va despenalitzar les relacions sexuals entre persones del mateix sexe declarant per unanimitat que l'article 164 del Codi Penal de Botswana era inconstitucional. La sentència va ser ben rebuda pel Partit Democràtic de Botswana (BDP), al poder. El jutge Michael Leburu va afegir que aquestes lleis "mereixen un lloc al museu o als arxius i no al món".
| « | "La dignitat humana es veu afectada quan es margina els grups minoritaris." ... "L'orientació sexual no és una declaració de moda. És un atribut important de la personalitat d'una persona." | » |

El juliol de 2019, el govern de Botswana va apel·lar la sentència de l'Alt Tribunal davant el Tribunal d'Apel·lació de Botswana. El fiscal general Abraham Keetshabe va argumentar que el tribunal es va equivocar en la seva conclusió d'anul·lar la llei de sodomia, dient: "Sóc de l'opinió que l'Alt Tribunal es va equivocar en arribar a aquesta conclusió i, per tant, he decidit presentar una apel·lació davant el Tribunal d'Apel·lació", sense donar més detalls sobre els motius de l'apel·lació. LEGABIBO i els activistes LGBTQ van criticar l'apel·lació, qualificant-la de decebedora i d'afirmació de l'homofòbia i la transfòbia persistents. El recurs va ser rebutjat per unanimitat el 29 de novembre de 2021, i el president jubilat del Tribunal d'Apel·lació, Ian Kirby, va escriure per al tribunal que les lleis que criminalitzen les relacions entre persones del mateix sexe "han deixat de ser útils i només serveixen per incentivar els agents de les forces de l'ordre a convertir-se en espies i intrusos a l'espai privat dels ciutadans".

## Reconeixement de relacions entre persones del mateix sexe

Bandera LGBT amb el mapa de Botswana

Les parelles del mateix sexe no tenen reconeixement legal.

## Proteccions de discriminació
La "Employment Act 2010" ha prohibit la discriminació laboral sobre la base de l'orientació sexual des de 2010.
El juny de 2019, el Tribunal Superior de Botswana va dictaminar que el "sexe", tal com es defineix a la Secció 3 de la Constitució de Botswana, s'havia d'"interpretar generosament i intencionadament" per incloure l'"orientació sexual". Carmel Rickard, columnista jurídica de la Universitat de Ciutat del Cap, que escriu per a l'Institut Africà d'Informació Jurídica, va dir: "L'impacte d'aquesta troballa és significatiu i podria significar que la comunitat LGBTI local tindrà un argument encara més fort, basat en la constitució, per a qualsevol altre desafiament a la discriminació. També té l'efecte que, gràcies a la interpretació judicial, la constitució de Botswana ara s'uneix a la de Sud-àfrica en la prohibició de la discriminació basada en l'orientació sexual".
| «                         | "D'acord amb les normes formulades d'interpretació o construcció constitucional, no tinc cap mena d'obstacle a determinar que la paraula "sexe" a la secció 3 és prou àmplia per incloure i capturar l'"orientació sexual", tal com determino per la present." | » |
| — El jutge Michael Leburu | |   |

## Identitat de gènere i expressió
Al setembre de 2017, l'Alt Tribunal de Botswana va dictaminar que la negativa del secretari del registre nacional a canviar el marcador de gènere d'un home transsexual era "irracional i violava els seus drets constitucionals a la dignitat, la privadesa, la llibertat d'expressió, la protecció legal de la igualtat, llibertat de discriminació i llibertat del tractament inhumà i degradant". Els activistes LGBT van celebrar la decisió, que la van descriure com una gran victòria. Un cas similar, on una dona transsexual busca canviar la seva marca de gènere de sexe a dona, s'espera que surti al desembre de 2017.

## Condicions de vida
L'homosexualitat és un tema tabú a Botswana. Es considera comunament com una malaltia occidental i no africana.
Al febrer de 2011, el subdirector de l'Assemblea Nacional de Botswana, Pono Moatlhodi, va respondre a una proposta per proporcionar condons als reclusos involucrats en actes sexuals del mateix sexe. Moatlhodi va dir que si tingués el poder, assassinaria els que practicaven.
Moatlhodi també va dir que els reclusos haurien d'aprendre que havent optat per violar la llei, havien estat empresonats i, per tant, eren responsables si tenien ganes de sexe.
El 2010 i el 2011, l'expresident de Botswana Festus Mogae va parlar contra la discriminació sexual i va dir que els prejudicis obstaculitzaven els esforços per combatre el VIH en un país on un de cada quatre adults tenien la malaltia. "No volem discriminar, el nostre missatge de VIH s'aplica a tothom. Si estem lluitant contra l'estigma associat amb el sexe, fem-lo aplicar a la discriminació sexual en general". Va dir a la BBC que durant els seus deu anys de mandat, havia instruït a la policia a no arrestar ni fustigar gais. "No podia canviar la llei perquè això seria com sacsejar innecessàriament un vesper. No estava disposat a perdre una elecció per culpa dels gais. La majoria de la nostra gent encara és contrària a l'homosexualitat, per la qual cosa he de convèncer-los primer abans de canviar la llei de manera unilateral."
L'Informe sobre els drets humans de 2011 del Departament d'Estat dels Estats Units va trobar que "el país no té una llei que tipifiqui explícitament l'activitat sexual amb el mateix sexe, sinó que es denuncia el que la llei descriu com a "actes no naturals" i hi ha una creença generalitzada que això és dirigit a persones gais, lesbianes, bisexuals i transgènere. La policia tenia com a objectiu l'activitat del mateix sexe, i no hi havia informes de violència contra persones en funció de la seva orientació sexual o identitat de gènere durant l'any."
Al setembre de 2016, responent a la deportació de Botswana d'un pastor anti-gai estatunidenc, el president Ian Khama va dir que "no volem un discurs d'odi en aquest país. Que ho facin al seu propi país".

## Organitzacions de la societat civil
L'organització principal de drets LGBT de Botswana és "Lesbians, Gays and Bisexuals of Botswana (LeGaBiBo)". El Govern ha rebutjat dues vegades la seva sol·licitud d'inscripció; per tant, la capacitat de recaptar fons de LeGaBiBo era limitada. El registrador va dir que no podia registrar cap grup que "pugui ser utilitzat per a propòsits il·lícits o per qualsevol propòsit perjudicial o incompatible amb la pau, el benestar o el bon ordre a Botswana". En 2013 catorze membres de LeGaBiBo van adreçar-se Unity Dow perquès obligués al govern de Botswana a registrar l'organització. El Tribunal Suprem va dictaminar el novembre de 2014 que LeGaBiBo havia de ser registrat. El Govern va recórrer la decisió i el 16 de març de 2016, el Tribunal d'Apel·lació de Botswana va dictaminar per unanimitat que la negativa del govern a registrar LeGaBiBo era il·legal.

## Opinió pública
Una enquesta d'opinió de l'Afrobaròmetre de 2016 va revelar que el 43% dels botswanesos donarien la benvinguda o no se'ls molestaria tenir un veí homosexual.
Una enquesta d'opinió d'Afrobaròmetre del 2021 va revelar que el 50% dels enquestats de Botswana estarien d'acord o no els molestaria tenir un veí homosexual.
Estudis realitzats per l'Afrobaròmetre han descobert que els joves botswaneses són més tolerants amb els gais que la generació més gran.

## Taula resum
| Activitat sexual legal amb el mateix sexe                     | (des de 2019) |
| Mateixa edat de consentiment                                  | (des de 2019) |
| Lleis antidiscriminació a la feina                            | (des de 2010) |
| Lleis antidiscriminació en la prestació de béns i serveis     | (des de 2019) |
| Matrimoni del mateix sexe                                     | No |
| Lleis antidiscriminació en el discurs de l'odi i la violència | (des de 2019) |
| Reconeixement de les parelles del mateix sexe                 | No |
| Adopció de fillastres per parelles del mateix sexe            | No |
| Adopció conjunta per parelles del mateix sexe                 | No |
| Prestació de servei militar per gais i lesbianes              | (des de 2010) |
| Dret legal a canviar de gènere                                | (des de 2017) |
| Accés a la fecundació in vitro per lesbianes                  | Unclear |
| Subrogació comercial per a parelles d'homes homosexuals       | (Botswana actualment no té una llei que reguli la gestació subrogada per a parelles independentment de l'orientació sexual.) |
| Permís per donar sang als MSMs                                | (El govern nega haver-ho prohibit, però algunes fonts diuen que hi ha una prohibició amb ajornament indefinit al país.)      |